# NGC 7635
NGC 7635, auch Blasennebel (engl. Bubble Nebula) genannt, ist ein Emissionsnebel und eine HII-Region im Sternbild Kassiopeia am Nordsternhimmel, welcher etwa 8.800 Lichtjahre von der Erde entfernt ist. Er befindet sich in der Nähe des offenen Sternhaufens Messier 52. Die Bezeichnung stammt von einer Sternwind-Blase, die durch den Sternwind eines O-Sterns mit der Bezeichnung BD +60 2522 (SAO 20575) entstanden ist. Der Stern stößt große Mengen an Gas aus, die sich mit rund 28 Kilometer pro Sekunde in die Umgebung ausbreiten. Dabei stoßen die expandierenden Gase auf die riesige umgebende Molekülwolke in dieser Region, die der Ausdehnung Widerstand entgegenbringt. Dadurch bildet sich eine Stoßwelle aus, welche die äußere Hülle der Gasblase bildet.

SAO 20575 hat die Helligkeit von 7,8 mag.
NGC 7635 wurde am 3. November 1787 vom deutsch-britischen Astronomen William Herschel entdeckt.

## Weitere Bilder

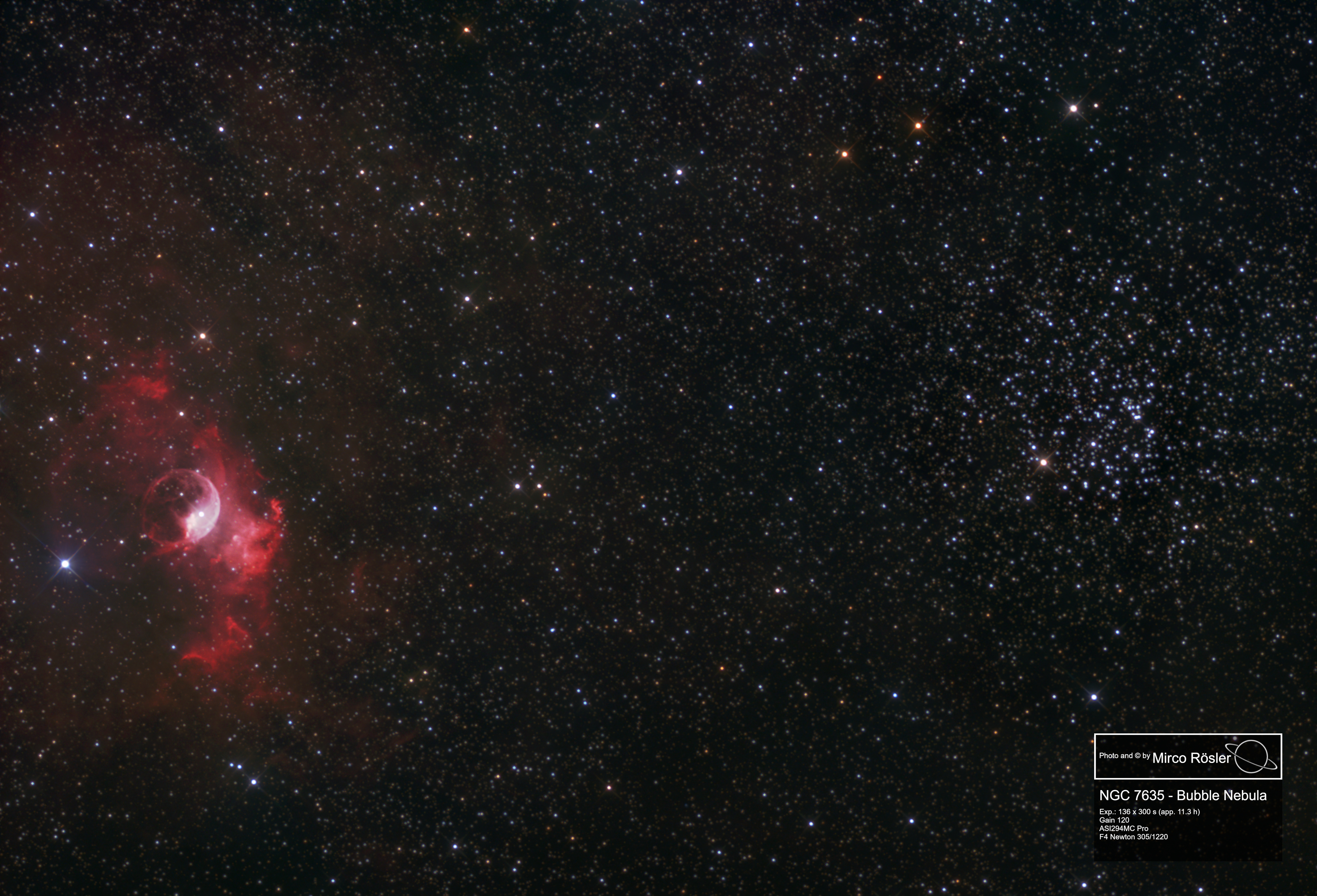
NGC 7635 und Messier 52
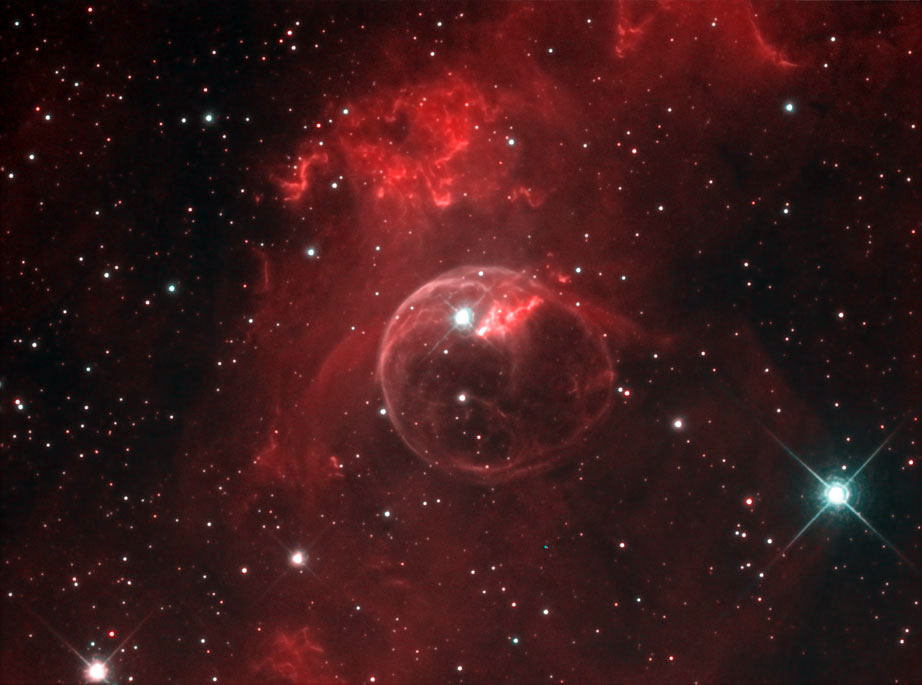
NGC 7635